# Ciro Gómez Leyva
Ciro Gómez Leyva (Ciudad de México, 10 de octubre de 1957) es un periodista y escritor mexicano, ganador de los premios Rodolfo Walsh, Pedro Sarquis Merrewe y nacional de locución. Es titular del programa Ciro por la mañana de Radio Fórmula. Fue director editorial de Grupo Milenio, conductor estelar de Milenio Televisión y de Imagen Noticias con Ciro Gómez Leyva de Grupo Imagen.

## Biografía
Nació en la Ciudad de México el 10 de octubre de 1957, hijo de Ciro Gómez Villar y Josefina Leyva Ramírez. Estudió periodismo en la Universidad Iberoamericana a finales de los años setenta. Se tituló con mención honorífica con la tesis-reportaje Guatemala, la danza de los liberadores. Cuenta con estudios de posgrado en sociología por la Facultad de Ciencias Políticas y Sociales de la Universidad Nacional Autónoma de México.
Ha sido integrante de la lista anual de los 300 líderes mexicanos más importantes en múltiples ediciones y jurado del Premio Nacional de Periodismo en diversos años.

## Carrera

### Inicios
En 1980 fue designado jefe de redacción de la revista Expansión. Un año después, en medio de la crisis económica y financiera asumió como editor en jefe del Examen de la Situación Económica de México.
En 1982, en plena nacionalización de la banca, comienza a trabajar en la dirección de comunicación social del gobierno del Estado de México para idear, planificar, diseñar y fundar la estación Radio Mexiquense que salió al aire en mayo de 1983. Ahí fue subdirector editorial y luego director general. Años después fue designado conductor y director del noticiero estelar Hoy por Hoy de la naciente Televisión Mexiquense. Cinco años después de su entrada al gobierno y luego de fuertes diferencias con Emilio Chuayffet, entonces secretario de educación del gobierno mexiquense, renunció al cargo denunciando falta de apertura editorial en el medio.
Los siguientes años tuvo colaboraciones en distintos medios, entre ellos en el semanario México en la Cultura de la revista Siempre! donde escribió crónicas, entrevistas y reportajes; en esa época también fundó una empresa para editar revistas institucionales para empresas privadas y públicas.
Fue invitado por el periodista Miguel Bonasso y el intelectual Fernando Benítez a integrarse al equipo que preparaba el lanzamiento de un nuevo diario: El Independiente, propiedad de Javier Moreno Valle. Ahí se desempeñaría como editor de la sección Metropolitana, sin embargo el proyecto nunca se concretó, pero su participación le permitió relacionarse con periodistas con los que trabajaría en los años siguientes.

### Periodistas de América Latina
A invitación de Luis Javier Solana, formó, junto con los argentinos Miguel Bonasso y Roberto Bardini, la agencia de corresponsales PAL (Periodistas de América Latina), que operó la primera mitad de los noventa. Además de funcionar como corresponsalía en la Ciudad de México de varios diarios regionales y extranjeros, PAL colaboró en el nacimiento de los diarios Siglo XXI de Guadalajara y Síntesis de Puebla, y produjo también el noticiero cinematográfico ALA, ganador del Premio Nacional de Periodismo en 1992.

### El Financiero
En 1993, bajo la dirección de Raymundo Riva Palacio, se integró al diario El Financiero donde fue subdirector de las ediciones de fin de semana y luego reportero de asuntos especiales. Desde ahí cubrió el levantamiento zapatista y el asesinato de Luis Donaldo Colosio. Sus reportajes del caso Colosio lo llevaron a ser finalista del premio internacional de periodismo Ortega y Gaset.[cita requerida]

### Grupo Reforma
En 1994 se sumó al entonces nuevo diario Reforma como reportero de asuntos especiales. Publicó múltiples reportajes, entrevistas y crónicas, así como la columna dominical Cuarta Estación.[cita requerida]
Renunció al medio en 1997 a consecuencia de diferencias editoriales con el director editorial, Ramón Alberto Garza, por la negativa de este último a publicar una entrevista con el entonces gobernador de Sonora, Manlio Fabio Beltrones, a quien el The New York Times señalaba con ligas al narcotráfico, versión que Reforma y Garza retomaron ampliamente.[cita requerida]

### CNI Canal 40
Para mediados de lo noventa, Javier Moreno Valle lo invita como director editorial de su nuevo canal CNI Canal 40 y acepta. El canal inicia transmisiones el 1 de octubre de 1995 con un reportaje de tres partes sobre el narcotráfico en México titulado Mitos, mentiras y leyendas en el cual escribió el guion e hizo parte del reportero.
Entre los programas emblema de CNI Canal 40 estaban la serie Realidades donde debutó Carlos Puig y el programa de entrevistas Entreversiones donde debutaron Denise Maerker y Denise Dresser, así como el dominical Séptimo Día conducido por Goméz Leyva con la coconducción de los tres antes mencionados.

#### CNI Noticias
El 8 de noviembre de 1999 se transmitió por primera vez CNI Noticias, el noticiero nocturno de CNI Canal 40 donde fue el conductor principal con la participación de Denise Maerker como coconductora. El programa contó con Carlos Albert Llorente en la sección de deportes, David Páramo en economía y negocios, y Elisa Alanís en la de Cultura y Espectáculos y Gina Serrano en clima con un toque de sátira política.
CNI Noticias alcanzó influencia editorial y un importante nivel de audiencia. Su formato daba gran peso a la crónica y el reportaje, así como a las valoraciones de los conductores, las entrevistas en vivo en estudio de no más de 8 minutos, el humor y la recuperación de videos extraños cuando aún no existía YouTube. Su estilo plural, crítico e irreverente lo llevó a tener tensiones con los gobiernos en turno a nivel federal y local: Ernesto Zedillo, Vicente Fox y Andrés Manuel López Obrador.
En este programa trasmitió acontecimientos que poco espacio tuvieron en otros medios, entre ellos las protestas del movimiento de Atenco que echaría abajo el proyecto de un Nuevo Aeropuerto en el Valle de México, la resistencia contra el desafuero de López Obrador. También se hicieron entrevistas con personajes que sólo aparecieron en ese programa como Raúl Salinas de Gortari, Ricardo Cavallo y Joaquín Hernández Galicia.
Como consecuencia de los problemas económicos y legales por el conflicto con TV Azteca, CNI Noticias se transmitió por última vez el 18 de mayo de 2005. Al día siguiente estalló la huelga que pondría punto final a CNI Canal 40.

##### El padre Maciel
En mayo de 1997, transmitió pese a presiones para impedir que se difundiera, el reportaje Medio Siglo, una historia sobre los abusos sexuales del fundador y líder de los Legionarios de Cristo, Marcial Maciel. Fue quien dirigió y escribió el guion del programa, que se construyó sobre los testimonios de cuatro ex legionarios que decidieron narrar los abusos que sufrieron por parte de Maciel: José Barba, Alejandro Espinosa, Saúl Barrales y José Antonio Pérez Olvera. 
Debido al reportaje, el canal sufrió un boicot comercial de los principales anunciantes que consideraron calumniosos los testimonios sobre el padre Maciel. Eso desencadenó un problema financiero que lo llevaría a firmar una alianza estratégica con Televisión Azteca.

##### El conflicto del Chiquihuite
En julio de 2000, en su programa, Javier Moreno Valle anunció su decisión de terminar la relación de CNI Canal 40 con Televisión Azteca. A partir de ese momento estalló un crudo conflicto legal que duraría años. En diciembre de 2002, una confusa resolución de la Corte de Arbitraje de la Cámara de Comercio Internacional llevó a las dos televisoras a declarase ganadoras. Para CNI, ahí terminaba buena parte de la disputa y se reconocía su pleno derecho para operar sin la participación de Televisión Azteca. Para Azteca, la resolución le daba la posesión del canal. Con esa interpretación, Ricardo Salinas Pliego ordenó a un comando armado tomar la planta de transmisiones del Canal 40 ubicadas en el cerro del Chiquihuite. Los hombres armados sacaron del aire la señal de CNI y colocaron la de Azteca 40. 
Durante las semanas más duras del conflicto, fue designado portavoz de CNI. Tras varios sucesos que involucraron al gobierno de Vicente Fox y el equipo jurídico de ambas televisoras, un juez federal ordenó devolver la señal a CNI y esa misma noche de enero de 2003, condujo una edición especial de CNI Noticias junto con Denise Maerker. Sin embargo, el canal continuaría con dificultades que obligaron su cierre dos años después de su regreso. Ante ello, TV Azteca se apoderaría de la señal para transmitir Proyecto 40.

### Milenio
Al día siguiente de dejar Reforma, Federico Arreola, entonces director del Diario de Monterrey de Grupo Multimedios, lo invitó a sumarse al grupo directivo que preparaba el lanzamiento de una nueva revista: el semanario Milenio, que nació en agosto de 1997. Aparte de ser editor en jefe, escribió diversos reportajes, crónicas y entrevistas. Renunció a su cargo en la revista para conducir CNI Noticias.
En 1999, junto con Arreola, Riva Palacio y Carlos Marín, trabajó en el proyecto para idear, preparar y lanzar Milenio Diario que vería la luz el 1 de enero de 2000.

#### La historia en breve
Con la primera edición de Milenio Diario, nació también su columna La historia en breve que originalmente se publicaba los miércoles pero que a partir de 2003 se editaba de lunes a viernes. En este espacio más que un artículo de opinión, combinó crónicas, entrevistas y reflexiones.
En 2015, la columna dejó de publicarse en Milenio Diario para ser leída en el periódico El Universal. La columna dejó de difundirse en julio de 2016.
En su columna publicó sobre distintos sucesos del acontecer nacionales como el giro de la política exterior mexicana contra el gobierno de Fidel Castro, los videoescándalos de 2004, el desafuero de López Obrador, el conflicto postelectoral de 2006, el surgimiento la guerra contra el narcotráfico, el regreso del PRI al gobierno y el inminente triunfo presidencial de López Obrador. También se publicaron entrevistas inéditas a Raúl Salinas de Gortari, Carlos Ahumada, Mario Villanueva y Elba Esther Gordillo.

#### Milenio Televisión
A finales de 2007, Francisco González, dueño de Grupo Multimedios, lo contrató para que se hiciera cargo del diseño editorial de un canal de noticias de 24 horas que se difundiría en los sistemas de televisión de paga. Así surgió Milenio Televisión el 20 de octubre de 2008 con él como director editorial y conductor de su noticiero estelar.
El canal ganó posicionamiento por sus debates públicos, la participación de personajes de la vida nacional, la cobertura de la guerra contra el narco, la publicación de encuestas sobre la elecciones a gobernador del Estado de México, entre otros motivos.
Desde su primera publicación la encuesta puso a Peña Nieto dos dígitos arriba de López Obrador y Vázquez Mota mientras que otras encuestas reportaban una diferencia de un punto e incluso un empate técnico. Al comparar la última estimación que daba como ganador a Peña Nieto por 18 puntos con el resultado oficial, tuvo que disculparse y reconocer que la encuesta había fallado.
En 2013 renunció a Milenio Televisión debido a diferencias con los propietarios del canal sobre la línea editorial que estaba afectada por la solicitud del gobierno federal de reducir la cobertura de las notas de violencia.

### Radio Fórmula
En 2001 aceptó la invitación de Rogerio y Jaime Azcárraga para sumarse a Radio Fórmula.

#### Fórmula en la tarde
Ese mismo año, el 12 de marzo estrenó Fórmula de la tarde en un horario vespertino no explorado hasta entonces. Más que un noticiero se trató de un programa de revista informativa que combinó las noticias con entrevistas en vivo, crónicas, invitados especiales, análisis sobre temas diversos, novedades musicales y eventos culturales y artísticos. El programa terminó a finales de 2013 para dar paso a su nuevo espacio Ciro por la mañana. Durante sus años al aire se mantuvo entre los 10 programas de noticias más escuchados en México de todos los horarios según las mediciones de INRA, llegando por momentos a la posición número dos.

#### Ciro por la mañana
El 6 de enero de 2014 comenzó a transmitir su nuevo programa Ciro por la mañana. Desde su lanzamiento hasta la fecha el espacio se ha mantenido como el de mayor audiencia de todos los noticieros de radio de México.
En el programa ha compartido la conducción con Manuel Feregrino. En él no solo han reportado las noticias nacionales e internacionales, sino que se han caracterizado por sus historias y entrevistas a personajes. Entre las primicias que ha dado están cuando el prófugo ex gobernador de Sonora, Guillermo Padrés se entregó a la justicia cuando lo entrevistaba, o cuando el fiscal general de la República, Alejandro Gertz Manero hizo público en su programa la captura del exdirector de Pemex, Emilio Lozoya.

### Televisa
En julio de 2005, dos meses después de la huelga que liquidó a CNI Canal 40, recibió la invitación de los directivos de Televisa, Bernardo Gómez y Leopoldo Gómez para sumarse al grupo de comunicación. Junto con Denise Maerker comenzó a preparar un programa de entrevistas y reportajes que se llamaría Punto de partida, sin embargo antes del lanzamiento se retiró del proyecto.

#### Tercer Grado
Meses después, fue invitado para participar como panelista en el programa de opinión Tercer grado, que se transmitiría en el Canal de las estrellas los miércoles en la noche. Salió al aire en marzo de 2006 y pese a que solo sería un espacio para analizar las elecciones de ese año, se mantuvo hasta diciembre de 2014.
En el programa lo acompañaban como panelistas Denise Maerker, Joaquín López-Dóriga, Carlos Marín, Adela Micha, Carlos Loret de Mola y Víctor Trujillo, la conducción estaba a cargo de Leopoldo Gómez.

### Grupo Imagen
En 2015, poco después de que el Grupo Imagen ganara la licitación para operar la que sería la tercera cadena nacional de televisión en México, Olegario Vázquez Aldir, su propietario y director y Ernesto Rivera, director general editorial, lo invitaron a diseñar y conducir el noticiero nocturno, el cual se convirtió en el primer programa al aire de la nueva cadena de televisión.

#### Imagen Noticias
El 17 de octubre de 2016 comenzó transmisiones Imagen Noticias con Ciro Gómez Leyva. En él recuperaron conceptos periodísticos y televisivos de CNI Canal 40 y Milenio Televisión como las crónicas y los reportajes, además de tener presencia constante en plataformas digitales como YouTube. Es acompañado por David Páramo en la sección financiera, Javier Alarcón en los deportes y Paola Virrueta y Crystal Mendívil en noticias diversas.
El 7 de octubre del 2024, Grupo Imagen y Ciro confirmaron el retiro de este último de Imagen noticias y de su programa. Siendo el 18 de octubre del 2024 la última transmisión de "Imagen Noticas con Ciro Gómez Leyva".

#### Noticiero en España
En septiembre de 2024, Grupo Fórmula anunció que Gómez Leyva conducirá su noticiero desde España, en donde continuará con su noticiero "Ciro por la mañana".

## Controversias

### Parcialidad en el proceso electoral 2012 en México
Durante el proceso electoral de 2012 en México, su imparcialidad fue cuestionada a causa de la encuesta de seguimiento diario realizada por la encuestadora GEA-ISA. Después de las elecciones, Gómez Leyva se disculpó y reconoció una sobreestimación de las mediciones en favor del candidato del Partido Revolucionario Institucional (PRI), Enrique Peña Nieto, quien resultó ganador de los comicios. Las mediciones arrojaron una diferencia de hasta 18 puntos porcentuales entre la encuesta y el resultado final de la elección.

### Defensa de Cuauhtémoc Gutiérrez
En mayo de 2014, Gómez Leyva declaró en su espacio informativo que la nota de Aristegui Noticias acerca de la alegada red de prostitución de Cuauhtémoc Gutiérrez de la Torre, exdirigente del PRI en la Ciudad de México, había sido fabricada por el equipo de Carmen Aristegui. Gómez Leyva argumentó que la voces de la grabación presentada por Aristegui Noticias en la que la secretaria del dirigente le explica los términos del trabajo a una reportera anónima del equipo de Aristegui Noticias habían sido distorsionadas. Carmen Aristegui más tarde subrayó en su programa que la única voz que había sido distorsionada en los audios por cuestiones de seguridad era la de la reportera y que, como cualquiera que escuche la conversación puede corroborar, la voz de Claudia Priscila Martínez González, auxiliar de Gutiérrez de la Torre, estaba intacta. Gómez Leyva entrevistó a Priscila Martínez, miembro del PRI desde 2002, que declaró haber sido contratada para calumniar al exdirigente por una cadena de radio. Posteriormente, Aristegui Noticias recibiría el premio PEN 2015 por la nota periodística.
El 31 de diciembre de 2021, Gutiérrez de la Torre fue detenido por la FGR-CDMX debido a las pruebas mostradas en el reportaje de Carmen Artistegui.

### Falsa disculpa del NYT a político del PRI
En marzo de 2014, Gómez Leyva declaró en su espacio informativo que el diario The New York Times se había disculpado con el exgobernador de Sonora y líder priista, Manlio Fabio Beltrones por la nota de Craig Pyes y Sam Dillon, galardonada con un Premio Pulitzer que alegaba conexiones entre el exgobernador y el narcotraficante Amado Carrillo Fuentes. Craig Pyes más tarde negó que The New York Times se haya disculpado con Beltrones y declaró que "en 30 años de periodismo de investigación ni una sola de mis notas ha provocado un sólo juicio civil por difamación en mi contra, o una sola retractación".

### Pagos por comentarios durante el sexenio de Enrique Peña Nieto
En febrero de 2020, el diario Contralínea publicó un reportaje basado en archivos de la presidencia de México, que mostraban los vínculos comerciales de periodistas y medios de comunicación con el gobierno de Enrique Peña Nieto. En estos documentos se mostraban los «media kit» de columnistas y medios, entre ellos Ciro Gómez Leyva, Óscar Mario Beteta y Joaquín López Dóriga, quienes tienen noticieros radiofónicos en Grupo Fórmula. En el documento se muestra la propuesta de publicidad a comunicación social de la Secretaría de Hacienda de 2016, en las que se ofrecía como parte del paquete “la comercialización de los comentarios de ‘Joaquín López Dóriga’ dentro de los programas de Óscar Mario Beteta y Ciro Gómez Leyva, así como en su noticiero, es exclusiva de esta compañía”, que a la SHCP, el costo sería de “173 mil 500 pesos más IVA”.

### Falso semáforo verde en la Ciudad de México
A principios de julio de 2020, en el contexto de la pandemia de COVID-19 en México, Gómez Leyva señaló en su programa en Imagen, que la Ciudad de México saltaría directamente al color verde del semáforo epidemiológico sin pasar por el amarillo, lo que hubiera significado la reapertura de actividades no esenciales. Claudia Sheinbaum, jefa del gobierno de la ciudad, señaló que esa información era falsa y que el semáforo continuaría en naranja. En internet, particularmente en redes sociales, hubo diversas críticas a Gómez Leyva por su publicación. Por su parte, Hugo López-Gatell Ramírez, subsecretario de Prevención y Promoción de la Salud, señaló que era “Una falta de respeto para la población, la infodemia puede matar”, respecto al señalamiento de Gómez Leyva en su noticiero.
El comunicador detalló que la noticia sobre la transición de la capital de rojo a verde estuvo basada en un supuesto documento oficial, que el propio gobernador del estado de Guerrero, Héctor Astudillo compartió en sus redes sociales. “Informamos anoche que el gobierno federal dejaba al de la CDMX en posibilidad de ir a semáforo verde. Lo hicimos con base en el documento oficial que, por cierto, hizo público el gobernador Héctor Astudillo”.

### Desinformación en las elecciones de Estados Unidos de 2020
El periódico The New York Times publicó en noviembre de 2020 una lista de medios de comunicación en México que propagaron noticias falsas en torno a las elecciones presidenciales de Estados Unidos de 2020. El informe señaló que Ciro Gómez Leyva mostró un video en que aseguraba que había 150 miembros de un grupo antifascista portaba máscaras de gas, escudos y armas, en Washington; lo cual, informó The New York Times, sería falso.
En su programa, Ciro Gómez Leyva contradijo el artículo de The New York Times, y dijo que solamente habían dicho y transmitido lo que se veían en los videos. Asimismo, en un tuit señaló: "Me sorprende que el supuestamente riguroso staff de editores del @nytimes permita que se publique una nota, como la de @PatriciaMazzei y @nicoleperlroth, que es una auténtica volada con muy mala leche. Qué triste periodismo cobijado por The New York Times."

### Atentado armado
El periodista Ciro Gómez Leyva denunció en sus redes sociales que sufrió un ataque armado del que se salvó gracias al blindaje de su camioneta.
En un breve mensaje en su cuenta en Twitter, Gómez Leyva informó que el ataque ocurrió este jueves 15 de diciembre[¿cuándo?] a las 23:10 hrs (11:10) de la noche, a 200 metros de su casa. Dijo que dos personas que viajaban en motocicleta le dispararon cuando conducía su camioneta, y que se salvó gracias a que ésta es blindada. Las fotografías muestran el parabrisas estrellado pero no perforado, así como parte de la carrocería afectada por esta agresión armada.
Agregó que ya informó del asunto a las autoridades.
Anoche, Gómez Leyva estuvo al frente de su noticiero en Imagen Noticias, que se transmite desde la Avenida Universidad de la Ciudad de México.
En un mensaje posterior, publicó fotografías de al menos seis impactos de bala en su camioneta. “Agradezco sus mensajes, me salvó el blindaje de la camioneta”, escribió. (Notiver.com.mx portada 16 de diciembre de 2022).
El presidente López Obrador mencionó en conferencia que su gobierno no tuvo participación en el ataque contra el periodista.
El 12 de enero, el autor material del intento de homicidio fue detenido en Michoacán. El 13 de enero, Elizabeth "N" fue vinculada a proceso mientras que a dos personas se les fijó libertad condicional. La Fiscalía de la CDMX vinculó a proceso a 3 personas por el delito de homicidio en grado de tentativa. En marzo de 2023 cayó una implicada más en el atentado. En junio de 2023, un juez negó una solicitud para ampliar la investigación.
En febrero de 2024 un juez de control condenó a cuatro mujeres involucradas a tres años de libertad condicional.

## Libros
En 1992 publicó con Miguel Bonasso el libro Cuatro minutos para las doce sobre la guerra civil en El Salvador a partir de los testimonios y reflexiones del líder de la guerrilla del FMLN, Schafik Hándal.
En 1995 publicó en editorial Diana el libro Ya vamos llegando a México… Colosio: recuerdo de la muerte que le mereció el premio Rodolfo Walsh de la Semana Negra de Gijón de 1996 en España.

## Premios
En 1992 el noticiero cinematográfico que produjo ganó el Premio Nacional de Periodismo.
En 1996 ganó el premio Rodolfo Walsh de la Semana Negra de Gijón por su libro Ya vamos llegando a México… Colosio: recuerdo de la muerte.
En 2001 y 2012 recibió el premio nacional de locución.
En 2013 recibió el premio recibió el premio Pedro Sarquis Merrewe junto a la pianista Daniela Liebman y el comunicador Sergio Sarmiento.